# Sonny Bono
Sonny Bono (Detroit, 1935. február 16. – Stateline, 1998. január 5.) amerikai olasz-amerikai színész, énekes, politikus és énekes–dalszerző, szicíliai felmenőkkel.

## Zenei pályája
Második feleségével, az örmény származású Cher énekesnővel alkották Sonny & Cher nevű duójukat. Válásuk (1975) után külön folytatták zenei pályájukat.

## Politikai pályája
1988 és 1992 között a kaliforniai Palm Springs polgármestere volt, a településen korábban egy olasz étterem tulajdonosa volt, az üzemeltetéssel járó jogi procedúrák elleni tiltakozásból pályázta meg a széket. Al McCandlesst követte 1995-ben az Egyesült Államok Képviselőházában. 1998-ig Kalifornia 44. kongresszusi körzetének képviselője volt, republikánus színekben. Halála után felesége, Mary Bono vette át helyét.

## Magánélete
Bono négyszer házasodott.
- Első feleségét, Donna Rankint 1954. november 3-án vette el. Lányuk, Christine ("Christy") 1958. június 24-én született. 1962-ben elváltak.
- Második felesége Cherilyn Sarkisian, aki később Cher néven vált ismertté. Egy leányuk született, a később nemváltó műtéttel férfivá vált Chaz Bono.
- 1981 szilveszterén feleségül vette Susie Coelho színésznőt, akitől 1984-ben elvált.
- Negyedszer is megnősült, 1986-ban feleségül vette a nála 26 évvel fiatalabb Mary Whitakert, akitől két gyermeke született.

## Halála
Síbalesetben hunyt el. Mary kérésére Cher mondott gyászbeszédet Sonny temetésén.

## További információ
- Sonny Bono a PORT.hu-n (magyarul)
- Sonny Bono az Internetes Szinkronadatbázisban (magyarul)
- Sonny Bono az Internet Movie Database-ben (angolul)
- Sonny Bono a Rotten Tomatoeson (angolul)